# Tocatic
Tocatic är en ort i Mexiko.   Den ligger i kommunen Tlaltenango de Sánchez Román och delstaten Zacatecas, i den centrala delen av landet, 500 km nordväst om huvudstaden Mexico City. Tocatic ligger 1 686 meter över havet och antalet invånare är 269.
Terrängen runt Tocatic är varierad. Runt Tocatic är det ganska glesbefolkat, med 31 invånare per kvadratkilometer. Närmaste större samhälle är Tlaltenango de Sánchez Román, 2,7 km söder om Tocatic. I omgivningarna runt Tocatic växer huvudsakligen savannskog.